# Jonathan Moate
Jonathan Moate (* 3. Oktober 1996 in Oakville) ist ein kanadischer Volleyballspieler.

## Karriere
Moate begann seine Karriere an der Iroquois High School. Von 2015 bis 2019 studierte er an der University of Windsor und spielte in der Universitätsmannschaft Lancers. 2017 nahm der Mittelblocker an der Universiade in Taipeh teil. In der Saison 2017/18 wurde er an der Universität zum Sportler des Jahres gekürt. Nach dem Abschluss seines Studiums wechselte er 2019 zum deutschen Bundesligisten Helios Grizzlys Giesen.